# Bohumil Stibal
Bohumil Stibal (* 11. května 1963 Všeradice) je český podnikatel a politik, v letech 2006 až 2014 starosta obce Všeradice na Berounsku, člen hnutí ANO 2011.

## Život
Absolvoval SPŠ a SOU Příbram Dubno a vysoké školy NEWTON College a London International Graduate School.[zdroj?] Absolvoval studium oboru management cestovního ruchu na Vysoké škole obchodní v Praze.[kdy?]
V roce 2006 se stal jednatelem společnosti SOME CZ, která se zabývá balicími službami, skladováním, správou a údržbou budov. Od roku 2008 vlastní areál někdejšího všeradického zámku, kde byl po rekonstrukci otevřen Zámecký dvůr Všeradice (nachází se v něm Muzeum a galerie M. D. Rettigové, stylová restaurace, minipivovar a ubytovna).
Bohumil Stibal žije s rodinou v obci Všeradice na Berounsku.

## Politické působení
V komunálních volbách v roce 1994 byl jako nezávislý zvolen zastupitelem obce Všeradice na Berounsku. Do zastupitelstva byl znovu zvolen po čtyřleté pauze ve volbách v roce 2002, opět jako nezávislý. Mandát ve volbách v roce 2006 obhájil a stal se starostou. Také ve volbách v roce 2010 byl zvolen zastupitelem a posléze po druhé starostou. Ve volbách v roce 2014 již nekandidoval a v listopadu 2014 jej tak ve funkci starosty nahradil Roman Špalek. Dále však působí jako člen finančního výboru.
V krajských volbách v roce 2008 kandidoval jako nestraník za hnutí "Nezávislí starostové pro kraj" ("NSK") do Zastupitelstva Středočeského kraje, ale neuspěl. Ve volbách do Poslanecké sněmovny PČR v roce 2013 kandidoval již jako člen hnutí ANO 2011 ve Středočeském kraji, ale rovněž neuspěl.
Ve volbách do Senátu PČR v roce 2016 kandidoval za hnutí ANO 2011 v obvodu č. 16 – Beroun. Se ziskem 16,78 % hlasů postoupil z druhého místa do druhého kola, v němž prohrál poměrem hlasů 36,85 % : 63,14 % s občanským demokratem Jiřím Oberfalzerem. Senátorem se tak nestal.